# Пол Робінсон (футболіст, 1979)
Пол Ро́бінсон (англ. Paul Robinson, нар. 15 жовтня 1979, Беверлі, Англія) — колишній англійський футболіст, воротар клубу «Бернлі».

## Клубна кар'єра
Вихованець футбольної школи клубу «Лідс Юнайтед». Дорослу футбольну кар'єру розпочав 1998 року в основній команді того ж клубу, в якій провів шість сезонів, взявши участь у 95 матчах чемпіонату.
Своєю грою за цю команду привернув увагу представників тренерського штабу клубу «Тоттенгем Готспур», до складу якого приєднався в травні 2004 року. Відіграв за лондонський клуб наступні чотири сезони своєї ігрової кар'єри. Більшість часу, проведеного у складі «Тоттенхем Хотспур», був основним голкіпером команди.
До складу клубу «Блекберн Роверз» приєднався 25 липня 2008 року за 3 500 000 фунтів. Наразі встиг відіграти за команду з Блекберна 118 матчів в національному чемпіонаті.

## Виступи за збірну
12 лютого 2003 року дебютував в офіційних матчах у складі національної збірної Англії. Наразі провів у формі головної команди країни 41 матч.
У складі збірної був учасником чемпіонату Європи 2004 року у Португалії, де був дублером Девіда Джеймса і на поле не виходив, та чемпіонату світу 2006 року у Німеччині, на якому був основним голкіпером і зіграв в усіх п'яти матчах збірної, пропустивши два голи.
Після невдалої кваліфікації на чемпіонат Європи 2008 року і відставки Стіва Макларена в кінці 2007 року перестав викликатись до збірної. Всього за п'ять років у збірній провів 41 гру
| Дата       | Місто              | Господарі | Результат             | Гості             | Турнір                | Голи | Примітки |
| ---------- | ------------------ | --------- | --------------------- | ----------------- | --------------------- | ---- | -------- |
| 10/06/2006 | Франкфурт-на-Майні | Англія    | 1 – 0                 | Парагвай          | ЧС 2006 - 1-й етап    | -    |          |
| 15/06/2006 | Нюрнберг           | Англія    | 2 – 0                 | Тринідад і Тобаго | ЧС 2006 - 1-й етап    | -    |          |
| 20/06/2006 | Кельн              | Англія    | 2 – 2                 | Швеція            | ЧС 2006 - 1-й етап    | -2   |          |
| 25/06/2006 | Штутгарт           | Англія    | 1 – 0                 | Еквадор           | ЧС 2006 - 1/8 фіналу  | -    |          |
| 01/07/2006 | Гельзенкірхен      | Англія    | 0 – 0 д.ч. (1-3 п.п.) | Португалія        | ЧС 2006 - чвертьфінал | -    |          |
| Усього     |                    | Матчів    | 5                     |                   | Голів                 | -2   |          |

## Досягнення
- Володар Кубка Футбольної ліги:

«Тоттенгем Готспур»: 2007-08

## Факти
- За свою кар'єру двічі вразив ворота суперника: один раз у складі «Лідса»[1], а другий раз у складі Тоттенгем Готспур[2]. Той гол став випадковим: Пол вибив штрафний удар з 75 метрів так, що м'яч пролетів через усе поле і потрапив «за комірець» воротарю «Вотфорда» Бену Фостеру[3].